# 劇団花吹雪
劇団花吹雪（げきだんはなふぶき）は、日本の大衆演劇劇団。座長は桜春之丞、三代目桜京之介。

## 公演

### 2017年
- 2017年 11月〜12月、三吉演芸場（神奈川県）
- 2017年 10月、篠原演芸場（東京都）
- 2017年 9月、浅草木馬館（東京都）
- 2017年 7月、京橋羅い舞座（大阪府）
- 2017年 6月、四国健康村（香川県）
- 2017年 5月、新開地劇場（兵庫県）
- 2017年 4月、弁天座（奈良県）
- 2017年 3月、浪速クラブ（大阪府）
- 2017年 2月、大江戸温泉（石川県）
- 2017年 1月、梅田呉服座（大阪府）